# Megachile gahani
Megachile gahani är en biart som beskrevs av Cockerell 1906. Megachile gahani ingår i släktet tapetserarbin, och familjen buksamlarbin. Inga underarter finns listade i Catalogue of Life.